# Leutersdorf (Thüringen)
Leutersdorf ist eine Gemeinde im Landkreis Schmalkalden-Meiningen in Thüringen. Die Gemeinde gehört der Verwaltungsgemeinschaft Dolmar-Salzbrücke an, die ihren Verwaltungssitz in Schwarza hat. Leutersdorf liegt im Werragrund.

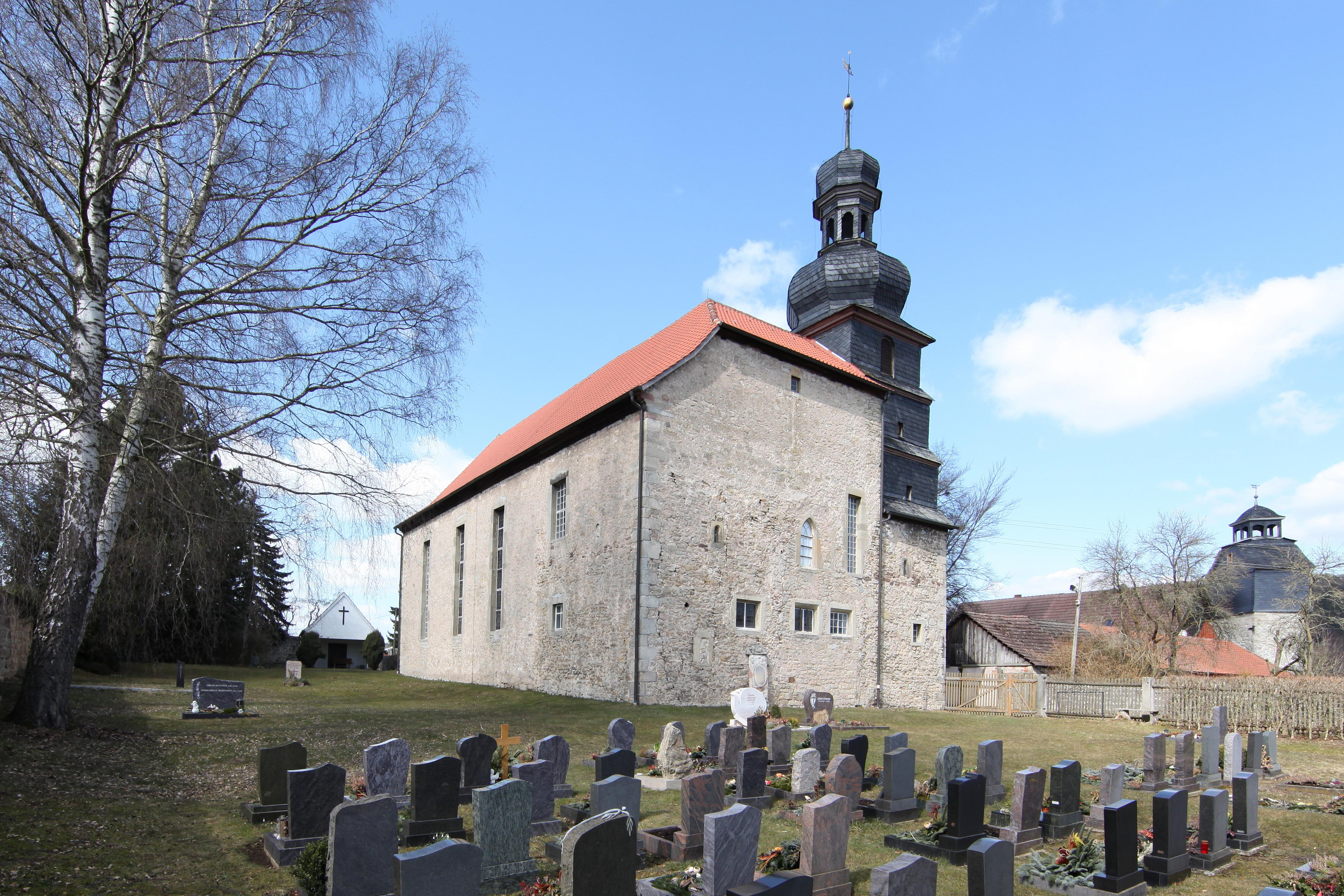
Evangelisch-Lutherische Kirche St. Vitus

## Geschichte
Erstmals wurde der Ort im Jahr 1057 erwähnt. Der Ort gehörte zunächst als Exklave zum Besitz des Hochstifts Würzburg in der Grafschaft Henneberg. 1435 verpfändete der Würzburger Bischof die Orte Leutersdorf und Vachdorf an die Grafen von Henneberg-Schleusingen. Das Pfand wurde erst 1495 wieder eingelöst. 1542 kam Leutersdorf als Teil der würzburgischen Exklave Meiningen im Tausch an die Grafen von Henneberg-Schleusingen. Nach deren Aussterben kam der Ort mit dem Amt Meiningen im Jahr 1583 an die Wettiner.
Leutersdorf besitzt eine Kirchenburg. Sie steht auf einem kleinen Bergsporn am hochgelegenen Westrand des Dorfes. Ein kleiner Torturm und Gaden sowie Reste der Mauer sind noch vorhanden.
Leutersdorf war 1628–1685 von Hexenverfolgungen betroffen: Sieben Personen wurden in den Hexenprozessen angeklagt, mindestens drei hingerichtet, von drei Prozessen ist der Ausgang unbekannt. 1628 wurde als erstes Opfer Osanna, Barthel Herleins Frau, hingerichtet.
Von 1680 bis 1918 gehörte der Ort zum Herzogtum Sachsen-Meiningen und lag bis 1825 im Amt Meiningen und dann bis 1829 im Amt Maßfeld.

## Sehenswürdigkeiten
- St. Vitus (Leutersdorf)

## Politik

### Gemeinderat
Bei der Kommunalwahl 2024 konnte die CDU sich mit 69,8 % auf Platz eins behaupten, während die Freien Wähler Leutersdorf mit 30,2 % erreichten. So verfügt die CDU über vier und die Freien Wähler über zwei Sitze im Gemeinderat.

### Bürgermeister
Bei der Bürgermeisterwahl 2024 wurde Axel Hommel (CDU) mit nur einer einzigen Gegenstimme ins Amt gewählt und löste somit Frank  Ehrenberger (CDU) ab, der seit 2010 Bürgermeister der Gemeinde Leutersdorf war.

## Verkehr
Durch den Ort führt die Bundesstraße 89 von Meiningen (ca. 15 km nordwestlich) in Richtung Themar (ca. 5 km östlich) und Hildburghausen (ca. 17 km südöstlich). Leutersdorf liegt nahe der Bahnstrecke Eisenach–Lichtenfels, hat aber keinen Haltepunkt.

## Söhne und Töchter der Gemeinde
- Hans Schaub (–1685), ein „armer Junge“, Enkel des Pfarrers Wilhelm Schaub in Leutersdorf, in einem Hexenprozess enthauptet.[3]